# Metaphycus matteolus
Metaphycus matteolus är en stekelart som först beskrevs av Compere 1947.  Metaphycus matteolus ingår i släktet Metaphycus och familjen sköldlussteklar. Inga underarter finns listade i Catalogue of Life.